# Serafima Borgan
Serafima Borgan (n. 1942) este o politiciană din Republica Moldova, deputat în Parlamentul Republicii Moldova, ales în Legislatura 2005-2009 pe listele Partidului Comuniștilor.